# Hans Sidén (fyrvaktare)
Hans Adam Reinhold Sidén, född 21 augusti 1825 i Norrland, död 25 juli 1889 i Borgholm, var en svensk fyrmästare och tecknare.
Sidén var från 1865 anställd som fyrmästare i Borgholm. På uppdrag och med anslag från Vitterhetsakademien och Kalmar läns fornminnesförening genomförde han 1873–1876 resor i Kalmar län där han tecknade av och beskrev Öland och Tjusts fasta fornlämningar och kyrkor. Några år senare sammanfördes alla teckningarna till ett digert band som numera förvaras vid Kalmar läns museum. Teckningarna har ett stort kulturhistoriskt värde och räknas till den första mera omfattande inventeringen av bygdens minnesmärken.